# Antonio de Olaguer y Feliú

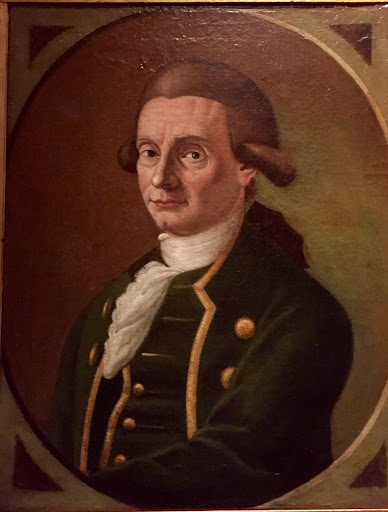
Antonio de Olaguer y Feliú

Wappen von Antonio de Olaguer y Feliú als Vizekönig des Vizekönigreiches Río de la Plata

Antonio de Olaguer y Feliú (* 14. Oktober 1742 in Villafranca del Bierzo, Provinz León in Spanien; † 1810 bzw. nach anderen Quellen am 19. Mai 1813 in Madrid) war ein spanischer Politiker und Militär.
Antonio de Olaguer y Feliú durchlief zunächst eine militärische Ausbildung um sodann eine Laufbahn als Soldat einzuschlagen. Während der Amtszeit des Gouverneurs Pedro de Cevallos wurde er als Militär-Spezialist nach Buenos Aires entsandt. Er war dort an der Eroberung der vor der südlichen brasilianischen Küste gelegenen Isla Santa Catalina beteiligt und nahm an der Belagerung von Colonia del Sacramento im Jahre 1777 teil. 1783 wurde er zum Militär-Inspektor (Inspector militar) ernannt.
Im Jahr 1787 heiratete er die Kreolin Ana de Azcuénaga Basavilbaso. Vom 2. August 1790 bis 11. Februar 1797 war er Gouverneur von Montevideo im heutigen südamerikanischen Uruguay. 1796 folgte seine Ernennung zum Subinspector general der gesamten Streitkräfte des Vizekönigreichs Río de la Plata. Anschließend wurde er zum Interims-Vizekönig ernannt. Diese Position hatte er vom 2. Mai 1797 bis zum 14. Mai 1799 inne.
Nach seiner Rückkehr nach Spanien war er ab 1803 Mariscal de campo und Comandante general von Kastilien, Gipuzkoa und Frontera de Francia und hatte weitere Ämter inne.